# Украина на «Евровидении-2022»
Украина приняла участие в конкурсе песни Евровидение 2022 в Турине, Италия. Страну должна была представлять певица Алина Паш с песней «Тіні забутих предків», выбранная украинской телекомпанией (UA:PBC) по новой версии национального отбора «Відбір», который состоялся 12 февраля 2022 года. После разногласий по поводу её истории путешествий в Крым, Алина Паш в конечном итоге отказалась от участия в конкурсе. Вещатель выберет замену среди исполнителей, выступавших на национальном отборе. 22 февраля «Общественное» официально подтвердил участие Kalush Orchestra на конкурсе с песней «Stefania».
14 мая 2022 года в финале Украина заняла 1-е место.

## Национальный отбор
Национальный отбор на «Евровидение-2022» в Украине стартовал 14 декабря 2021 года. Приём заявок длился до 10 января 2022 года. 24 января огласили список финалистов. В 2022 году национальный отбор прошёл без полуфиналов. Финал состоялся 12 февраля.

### Результаты
| Номер | Участник         | Песня                            | Баллы жюри | Баллы телезрителей | Сумма баллов | Место |
| ----- | ---------------- | -------------------------------- | ---------- | ------------------ | ------------ | ----- |
| 1     | Cloudless        | «All Be Alright»                 | 1          | 4                  | 5            | 7     |
| 2     | Michael Soul     | «Demons»                         | 2          | 1                  | 3            | 8     |
| 3     | Our Atlantic     | «Моя любов»                      | 5          | 2                  | 7            | 6     |
| 4     | Barleben         | «Hear My Words»                  | 4          | 3                  | 7            | 5     |
| 5     | Kalush Orchestra | «Stefania»                       | 6          | 8                  | 14           | 2     |
| 6     | Roxolana         | «Girlzzz»                        | 3          | 5                  | 8            | 4     |
| 7     | Wellboy          | «Nozzy Bossy»                    | 7          | 6                  | 13           | 3     |
| 8     | Alina Pash       | «Shadows of Forgotten Ancestors» | 8          | 7                  | 15           | 1     |

16 февраля на брифинге Национальной общественной телекомпании Украины, было объявлено, что участие Alina Pash в национальном отборе прекращено, в связи с нарушением правил Национального отбора на Евровидение, ранее этим же днем, сама артистка приняла решение не представлять Украину на конкурсе.